# Сирый, Павел Осипович
Павел Осипович Сирый (1910 — 1983) — советский государственный и хозяйственный деятель.

## Биография
Родился в 1910 году в селе Малые Мошковицы. Член КПСС.
С 1931 года — на хозяйственной работе. 
В 1931—1983 гг. :
- инженер-теплотехник,
- хозяйственный работник в тепловой электроэнергетике СССР,
- директор теплоэлектростанции в блокадном Ленинграде,
- директор Центрального котлотурбинного института,
- заместитель Министра тяжёлого машиностроения СССР,
- заместитель председателя Госплана РСФСР,
- заместитель председателя СНХ РСФСР,
- заместитель Министра тяжёлого, энергетического и транспортного машиностроения СССР.

Заслуженный энергетик РСФСР (1980).
Умер в Москве в 1983 году.